# Iota Leonis
Iota Leonis (Tsze Tseang, 78 Leonis) é uma estrela na direção da constelação de Leo. Possui uma ascensão reta de 11h 23m 55.37s e uma declinação de +10° 31′ 46.9″. Sua magnitude aparente é igual a 4.00. Considerando sua distância de 79 anos-luz em relação à Terra, sua magnitude absoluta é igual a 2.08. Pertence à classe espectral F2IV SB.